# Директорат информации и безопасности Анголы
Директорат информации и безопасности Анголы (порт. Direção de Informação e Segurança de Angola, DISA) — ангольская спецслужба и орган госбезопасности первых лет независимости НРА. Под руководством Луди Кисасунды выполнял функции разведки, контрразведки, политического сыска и карательного аппарата. Являлся важным орудием правящего режима МПЛА в начале гражданской войны. Проводил массовые репрессии после подавления Мятежа «фракционеров». Расформирован за «эксцессы» незадолго до смерти президента Агостиньо Нето. Функции были переданы Министерству госбезопасности, впоследствии спецслужбам SINFO и SINSE.

## Создание
11 ноября 1975 года была провозглашена независимость Анголы. К власти пришла марксистско-ленинская партия МПЛА во главе с Агостиньо Нето. В Народной Республике Ангола (НРА) установился режим по типу «реального социализма». Важным его элементом стало создание службы госбезопасности, подчинённой партийному руководству.
Уже 29 ноября 1975 был учреждён Директорат информации и безопасности Анголы — DISA. Директором DISA стал полковник, затем генерал Луди Кисасунда (он же Жуан Родригеш Лопеш), член Политбюро ЦК МПЛА. Своими заместителями Кисасунда назначил Энрике Сантуша Онамбве (политическая часть) и Эужениу Верисимо да Кошта Нзанги (оперативная часть).
DISA функционировал в статусе министерства. Директор Кисасунда обладал рангом министра и состоял в высшем партийном органе. Подчинялся он непосредственно президенту Нето и генеральному секретарю МПЛА Лусио Ларе.

## Структура
Кадры DISA комплектовались из партийного актива МПЛА и офицерского корпуса правительственной армии ФАПЛА. Территориальные управления госбезопасности формировались во всех провинциях, муниципалитетах, городах и многих населённых пунктах, контролируемых МПЛА. Специальные опергруппы прикомандировывались к воинским частям ФАПЛА, координируясь с военной разведкой и контрразведкой. Повсеместно вербовалась разветвлённая сеть осведомителей. DISA были приданы войсковые части спецназначения. Штаб-квартиры расположились в Луанде и Кабинде. Учреждались отделы разведки, безопасности, административно-хозяйственной части.
Разведывательный отдел включал подразделения
- внешней разведки
- контрразведки
- технической информации;

Отдел разведки и безопасности включал
- оперативно-следственное подразделение
- командование войсковыми операциями
- особое подразделение контроля над добычей и сбытом алмазов;

Отдел безопасности включал подразделения
- физической защиты (мобильные спецгруппы)
- личной безопасности (охрана партийно-государственных руководителей)
- пограничной охраны
- миграционного контроля
- содержания мест заключения

Административно-хозяйственный отдел включал подразделения
- кадров
- финансов
- логистики
- технического обеспечения и юриспруденции

Первые территориальные управления DISA были созданы в столице Луанде, провинциях Лунда, Маланже и Кабинда — эти регионы раньше других оказались под контролем МПЛА. Далее особое внимание уделялось провинциям Бенгела, Уамбо, Уила и Уиже — в силу важного стратегического положения и сложной военно-политической обстановки. В Бенгеле, Уамбо и Уиле были сильны позиции антиправительственного повстанческого движения УНИТА, в Уиже — ФНЛА.
Оперативную подготовку кадров DISA вели инструкторы из КГБ СССР, кубинской ДГИ, Министерства госбезопасности ГДР. Использовались модели португальской службы ПИДЕ. Исследователи сравнивают DISA с НКВД и гестапо. Методы DISA учитывали также разведывательные традиции ангольских доколониальных государственных образований — Ндонго и даже более ранних: например, отправку агентов с купеческими караванами, вербовку и получение информации от торговцев. Это проявлялось, в частности, при агентурном сопровождении отступающих повстанцев УНИТА во время «Долгого марша» 1976.

## Репрессии

### Карательный орган
Деятельность DISA носила партийно-идеологический характер, спецслужба позиционировалась как подразделение МПЛА. Первыми задачами являлись налаживание разведки и контрразведки в гражданской войне, установление политического контроля на подвластных территориях. Выявлялись и ликвидировались организации УНИТА и ФНЛА, любые антиправительственные группы. Оперативные и следственные действия осуществлялись с большой жестокостью, вплоть до средневековых пыток.
Повстанцы Жонаша Савимби располагали своей спецслужбой BRINDE, до 1980 — SSG. Между DISA и SSG разворачивалось профессиональное оперативное противостояние. Контрразведка УНИТА довольно успешно выявляла правительственную агентуру в Бенгеле, Южной Кванзе, Уамбо. Со своей стороны, DISA сумели проникнуть в структуру SSG и предотвратить ряд диверсионных актов. Также DISA сыграл важную роль в организации политически значимого для МПЛА процесса наёмников летом 1976. Было развёрнуто преследование внутрипартийных оппозиций, репрессированы члены маоистской Коммунистической организации Анголы.
DISA предоставлялись расширенные полномочия в производстве арестов, следствии и определении мер наказания. Ведомство активно занималось вербовкой агентуры, установлением негласного контроля, силовыми спецоперациями. Насилие применялось практически без ограничений, не только против политических противников, но и в сугубо бытовых ситуациях. DISA обрёл репутацию «могущественной и устрашающей структуры».

### Подавление мятежа
Через полтора года после обретения независимости в МПЛА произошёл жёсткий конфликт между партийно-государственным руководством во главе с Агостиньо Нето и группой радикальных коммунистов во главе с Ниту Алвишем. 27 мая 1977 Алвиш и его сторонники предприняли попытку вооружённого переворота — Мятеж «фракционеров». Среди своих доводов они называли произвол DISA. Погибли двое руководящих функционеров DISA: Эужениу Верисимо да Кошта Нзанги был взят в заложники и расстрелян мятежниками, Элдер Феррейра Нето (белый португалец, куратор мест заключения) убит при штурме луандской тюрьмы. Мятежников обвинили в убийстве ещё нескольких заложников из окружения Нето, в том числе министра финансов Сайди Мингаша.
В тот же день мятеж был подавлен при решающем участии кубинских войск. Начались массовые репрессии — не только против участников мятежа, но и против всех, подозреваемых в нелояльности. Под руководством директора Кисасунды и его заместителя Онамбве DISA производил массовые аресты и казни, регулярно применялись пытки. По информации, оглашённой в 2001, Ниту Алвиш был убит после пыток по приказу Кисасунды.
Среди жертв репрессий были и сотрудники самой DISA, многие из которых считались сторонниками Алвиша.

Это был час торжества дьявола. DISA тоже была жертвой. Нет, не структура. Но — люди, которые в ней служили. Поэтому, когда я слышу, что DISA это палачи, то всегда отвечаю: палачом была система.

Педру Гомеш, в 1977 году офицер госбезопасности в Бенгеле

Общее количество жертв досконально неизвестно, различные источники называют от 15 тысяч до 80 тысяч убитых.

## Упразднение
Массовые репрессии в Анголе продолжались до смерти Агостиньо Нето. Общественная репутация DISA как органа политического террора сделалась крайне негативной.

Многие люди жалуются на DISA. Справедливо или несправедливо, но жалуются. Не проходит недели без писем «мой сын исчез». И я, товарищи, не знаю, что отвечать. Мы должны изменить эту ситуацию.

Агостиньо Нето

Недовольство выражали и главы африканских государств, чью позицию Нето не мог игнорировать. Резкую критику ему пришлось выслушать на саммите ОАЕ в Монровии в 1979. Вернувшись с саммита, президент объявил о расформировании DISA. Соответствующий указ был издан 22 июня 1979.
Кисасунда был обвинён в эксцессах и смещён вместе с Онамбве. На руководителей ведомства госбезопасности возлагалась ответственность за «нарушения законности».

## Преемство
Была проведена реформа аппарата госбезопасности НРА. Первоначально функции распущенной DISA переняло Министерство внутренних дел (MININT) под руководством Кунди Пайхамы. Заместителем министра по госбезопасности стал Лоренсу Жозе Феррейра. 7 июля 1980 указом президента Жозе Эдуарду душ Сантуша создано Министерство государственной безопасности (MINSE). Ему передавались такие функции DISA, как контрразведка, контроль за иностранцами, операции против УНИТА, пограничная охрана и содержание тюрем с преобладанием политических заключённых. Полиция, региональные администрации, экономический контроль и большинство учреждений лишения свободы резервировались за MININT. Партийно-государственное руководство разделило карательные органы, дабы укрепить свой политический контроль и не допустить превращения репрессивного аппарата в самостоятельную политическую силу.
До 1981 во главе MINSE стоял Кунди Пайхама, затем до 1986 — Дину Матрос, и вновь Кунди Пайхама до расформирования министерства в 1991.
Период с 1991 по 1993 рассматривается как «этап турбулентности» в ангольской системе разведки и госбезопасности. Формально эти функции вновь перешли к МВД, но структурное оформление практически отсутствовало. Только в 1994 было учреждено новое ведомство внутренней безопасности — Служба информации (SINFO). Пост директора последовательно занимали Фернанду да Пьедаде Диаш душ Сантуш, Балтазар Гургел Домболо, Фернандо Миала, Фернанду Эдуарду Мануэл, Карлос Жозе Мануэл, Мариана Лижбоа, Себаштьян Мартинш (по должности они являлись заместителями министра внутренних дел). Вопросы внешней безопасности отошли в ведение Службы внешней разведки (SIE), непосредственно подчинённой президенту, функции военной спецслужбы приняла Служба военной разведки (SIM), подчинённая министерству обороны.
5 марта 2010 — в новой политической обстановке, после завершения гражданской войны — на базе SINFO была создана новая Служба разведки и государственной безопасности (SINSE), автономная от правительственных ведомств и непосредственно подчинённая президенту. С 2018 директором SINSE является генерал Фернандо Миала — ближайший сподвижник президента Жуана Лоренсу. SINSE рассматривается как функциональный преемник DISA (настолько, что датой её создания ошибочно называют 29 ноября 1975).

## Память
Аббревиатура DISA до сих пор употребляется в Анголе как обозначение органов госбезопасности (по аналогии с «ЧК» или «КГБ» в СССР и РФ). Ветераны признавали, что спецслужбы Жозе Эдуарду душ Сантуша значительно превзошли ведомство времён Агостиньо Нето.
Бывший директор DISA Луди Кисасунда занимал губернаторские посты в провинциях Маланже и Заире. Время от времени участвовал в торжественных мероприятиях, в том числе с участием иностранных (кубинских) представителей. Получал юбилейную медаль к 35-летию независимости в ноябре 2010, благодарственную грамоту командования военного округа Луанды в июне 2017. Умер в Португалии, торжественно похоронен в Луанде. В церемонии участвовал президент Лоренсу.
Бывший заместитель директора DISA Онамбве занимал пост министра промышленности. После выхода на пенсию приглашался на официальные церемонии, награждался президентом душ Сантушем.
В массовом сознании DISA ассоциируется прежде всего с политическим террором, особенно с кровавыми событиями 1977 года. Репутация ведомства в целом негативна как в Анголе, так и за её пределами. Отношение к DISA и его функционерам, в том числе после их смерти, становится поводом для резкой полемики, отражением современных политических конфликтов.
Дата основания DISA 29 ноября имеет в Анголе статус государственной — День разведывательного сообщества.